# Грефендорф
Грефендорф (њем. Gräfendorf) општина је у њемачкој савезној држави Баварска. Једно је од 40 општинских средишта округа Мајна-Шпесарт. Према процјени из 2010. у општини је живјело 1.406 становника. Посједује регионалну шифру (AGS) 9677133.

## Географски и демографски подаци
Грефендорф се налази у савезној држави Баварска у округу Мајна-Шпесарт. Општина се налази на надморској висини од 167–231 метра. Површина општине износи 45,3 km². У самом мјесту је, према процјени из 2010. године, живјело 1.406 становника. Просјечна густина становништва износи 31 становника/km².